# اریش ماریا رمارک
اریش ماریا رمارک (به آلمانی: Erich Maria Remarque) (زادهٔ ۲۲ ژوئن ۱۸۹۸ – درگذشتهٔ ۲۵ سپتامبر ۱۹۷۰) نویسنده مشهور آلمانی بود که عمده شهرتش به خاطر رمان ضد جنگ (در جبهه غرب خبری نیست) می‌شناسند. رمارک بین سال‌های ۱۹۳۰ تا ۱۹۳۹، خانه‌ای در سوییس بنا کرد و بر آن بود که حتی موقتی در آن زندگی کند، لکن رژیم نازی کتاب‌های او را که ضد جنگ نوشته شده بود، در آلمان توقیف و تابعیت او را لغو کرد.

## نوشته‌ها
- در جبهه غرب خبری نیست (بزرگ‌ترین رمان ضد جنگ جهان. سال نشر ۱۹۲۹ که اولین اثر رمارک می‌باشد و نیز عمده شهرتش به خاطر همین کتاب است مترجیمن: سیروس تاجبخش، رضا جولایی (نشر جویا)، پرویز شهدی (صدای معاصر)، هادی سیاه سپانلو (نشر کتابخانه ابن سینا)
- راه بازگشت (ادامه "در جبهه غرب خبری نیست") (۱۹۳۱)
- رفقا (۱۹۳۲)
- آخرین ایستگاه (۱۹۵۶)
- زمانی برای عشق ورزیدن و زمانی برای مردن (۱۹۵۸، ترجمه شریف لنکرانی و نیز ترجمه علی مجتهد زاده. نمایش فیلم ساخته شده بر اساس این رمان در اسرائیل و اتحاد جماهیر شوروی ممنوع شده بود با این ادعا که تصویری نسبتاً مهربانانه از آلمانی‌ها در طول جنگ جهانی دوم ارائه داده‌است)[۱]
- بهشت هیچ چیز مورد علاقه‌ای ندارد (۱۹۶۱)
- Arc de Triomphe- از عشق با من حرف بزن (ترجمهٔ پرویز شهدی- نشر به‌سخن- چاپ شده با عنوان قبلی طاق نصرت -پرویز شهدی- نشر دشتستان- ۱۳۸۱)
- هنگامهٔ مرگ و زندگی (ترجمهٔ فریدون صدری، انتشارات گوتنبرگ)
- Die nacht von lissabon شب لیسبون (ترجمه محمدامین کاردان، انتشارات علمی و فرهنگی)
- Spark of life - فروغ زندگی (ترجمه شکوه آرونی ، انتشارات فرهنگ معاصر)
- آخرین ایستگاه (همایون نور احمد -نشرپیشرو)
- شراره‌های زندگی (ترجمه فریدون صدری-انتشارات علمی و فرهنگی)
- بازگشت (ترجمه جمشید صادق پور-سازمان کتابهای جیبی)
- بعد؟ (ترجمه میر صالح مظفرزاده-انتشارات روزنامه اطلاعات)
- گذشته یک مرد- ترجمه جمشید صداقت نژاد-نشر مرید حق- ۱۳۶۲) (در مورد جنگ جهانی دوم می‌باشد)